# Healy (cráter)
Healy es un cráter de impacto que se encuentra más allá de la extremidad noroeste de la Luna, en la cara oculta del satélite. Está situado al sureste de la llanura amurallada del cráter Landau, y al oeste de Lorentz, otra llanura amurallada.
|  |

El borde de Healy aparece poco desgastado, con un pequeño cráter se incrustado en su lado noreste. Las paredes internas y el suelo carecen de rasgos distintivos, sin impactos reseñables.

## Cráteres satélite
Por convención estos elementos se identifican en los mapas lunares colocando la letra en el lado del punto medio del cráter que está más cercano a Healy.
|       | \| Healy \| Coordenadas \| Diámetro \| \| ----- \| ------------------------------- \| -------- \| \| J \| 30°12′N 108°48′O / 30.2, -108.8 \| 42 km \| \| N \| 30°54′N 110°48′O / 30.9, -110.8 \| 42 km \| |          |
| Healy | Coordenadas | Diámetro |
| J     | 30°12′N 108°48′O / 30.2, -108.8 | 42 km    |
| N     | 30°54′N 110°48′O / 30.9, -110.8 | 42 km    |